# Dictyna xinjiangensis
Dictyna xinjiangensis är en spindelart som beskrevs av Song, Wang och Yang 1985. Dictyna xinjiangensis ingår i släktet Dictyna och familjen kardarspindlar. Inga underarter finns listade i Catalogue of Life.